# Simulium excisum
Simulium excisum es una especie de insecto del género Simulium, familia Simuliidae, orden Diptera.
Fue descrita científicamente por Davies, Peterson & Wood, 1962.